# Knoxville, Arkansas
Knoxville là một thị trấn thuộc quận Johnson, tiểu bang Arkansas, Hoa Kỳ. Năm 2010, dân số của thị trấn này là 731 người.

## Dân số
- Dân số năm 2000: 511 người.
- Dân số năm 2010: 731 người.